# Ivoorkust op de Olympische Zomerspelen 2004
Ivoorkust nam deel aan de Olympische Zomerspelen 2004 in Athene, Griekenland. Voor de vijfde keer op rij werd geen medaille gewonnen.

## Deelnemers en resultaten

### Atletiek
| Olympiër              | Discipline | Resultaat | Prestatie                                          |
| --------------------- | ---------- | --------- | -------------------------------------------------- |
| Éric Pacôme N'Dri     | 100m (m)   | 32e       | serie 6: 3de in 10,39 kwartfinale 5: 8ste in 10,32 |
|                       |            |           |                                                    |
| Amandine Allou Affoue | 100m (v)   | 36e       | serie 3: 4de in 11,46                              |

### Taekwondo
| Olympiër   | Discipline | Resultaat | Prestatie                                                          |
| ---------- | ---------- | --------- | ------------------------------------------------------------------ |
| Mariam Bah | -57kg (v)  | 7e        | 1ste ronde: V van KOR Jang: 2-9 herkansingen: V van ESP Reyes: 0-5 |

### Zwemmen
| Olympiër         | Discipline         | Resultaat | Prestatie             |
| ---------------- | ------------------ | --------- | --------------------- |
| Gregory Arkhurst | 50m vrije slag (m) | 58e       | serie 4: 6de in 24,82 |
|                  |                    |           |                       |
| Gregory Arkhurst | 50m vrije slag (v) | 53e       | serie 4: 7de in 29,23 |

Afghanistan · Albanië · Algerije · Amerikaanse Maagdeneilanden · Amerikaans-Samoa · Andorra · Angola · Antigua en Barbuda · Argentinië · Armenië · Aruba · Australië · Azerbeidzjan · Bahama's · Bahrein · Bangladesh · Barbados · België · Belize · Benin · Bermuda · Bhutan · Bolivia · Bosnië en Herzegovina · Botswana · Brazilië · Britse Maagdeneilanden · Brunei · Bulgarije · Burkina Faso · Burundi · Cambodja · Canada · Centraal-Afrikaanse Republiek · Chili · China · Chinees Taipei · Colombia · Comoren · Congo-Brazzaville · Congo-Kinshasa · Cookeilanden · Costa Rica · Cuba · Cyprus · Denemarken · Djibouti · Dominica · Dominicaanse Republiek · Duitsland · Ecuador · Egypte · El Salvador · Equatoriaal-Guinea · Eritrea · Estland · Ethiopië · Fiji · Filipijnen · Finland · Frankrijk · Gabon · Gambia · Georgië · Ghana · Grenada · Griekenland · Groot-Brittannië · Guam · Guatemala · Guinee · Guinee‑Bissau · Guyana · Haïti · Honduras · Hongarije · Hongkong · Ierland · IJsland · India · Indonesië · Irak · Iran · Israël · Italië · Ivoorkust · Jamaica · Japan · Jemen · Jordanië · Kaaimaneilanden · Kaapverdië · Kameroen · Kazachstan · Kenia · Kirgizië · Kiribati · Koeweit · Kroatië · Laos · Lesotho · Letland · Libanon · Liberia · Libië · Liechtenstein · Litouwen · Luxemburg · Macedonië · Madagaskar · Malawi · Malediven · Maleisië · Mali · Malta · Marokko · Mauritanië · Mauritius · Mexico · Micronesië · Moldavië · Monaco · Mongolië · Mozambique · Myanmar · Namibië · Nauru · Nederland · Nederlandse Antillen · Nepal · Nicaragua · Nieuw-Zeeland · Niger · Nigeria · Noord-Korea · Noorwegen · Oeganda · Oekraïne · Oezbekistan · Oman · Oostenrijk · Oost‑Timor · Pakistan · Palau · Palestina · Panama · Papoea-Nieuw-Guinea · Paraguay · Peru · Polen · Portugal · Puerto Rico · Qatar · Roemenië · Rusland · Rwanda · Saint Kitts en Nevis · Saint Lucia · Saint Vincent en Grenadines · Salomonseilanden · Samoa · San Marino · Sao Tomé en Principe · Saoedi-Arabië · Senegal · Servië en Montenegro · Seychellen · Sierra Leone · Singapore · Slovenië · Slowakije · Soedan · Somalië · Spanje · Sri Lanka · Suriname · Swaziland · Syrië · Tadzjikistan · Tanzania · Thailand · Togo · Tonga · Trinidad en Tobago · Tsjaad · Tsjechië · Tunesië · Turkije · Turkmenistan · Uruguay · Vanuatu · Venezuela · Verenigde Arabische Emiraten · Verenigde Staten · Vietnam · Wit-Rusland · Zambia · Zimbabwe · Zuid-Afrika · Zuid-Korea · Zweden · Zwitserland